# M–Sigma-Beziehung

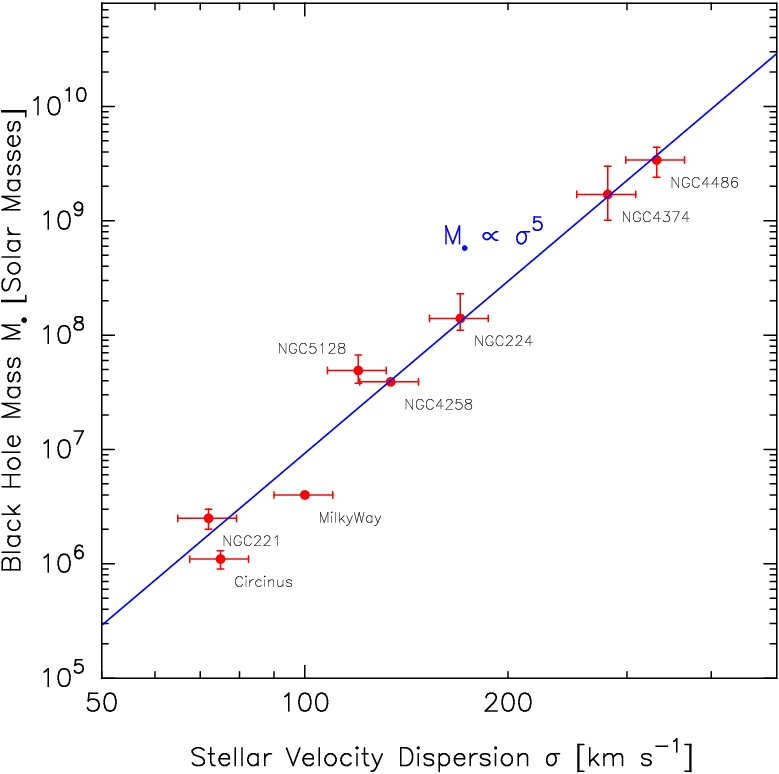
Masse des Schwarzen Lochs aufgetragen gegen die Geschwindigkeitsdispersion der Sterne im Bulge. Die Datenpunkte sind nach der jeweiligen Galaxie benannt; jede der Galaxien weist eine keplersche Steigung der Geschwindigkeit nahe ihres Zentrums auf, was auf die Existenz einer zentralen Masse hindeutet. Die M–σ–Beziehung wird durch die blaue Linie dargestellt.

Die M–Sigma–Beziehung (oder M–σ–Beziehung) ist eine empirische Beziehung zwischen der stellaren Geschwindigkeitsdispersion σ eines Galaxienbulges und der Masse M des sich in dessen Zentrum befindlichen supermassereichen Schwarzen Lochs.
Die M–σ–Beziehung wurde erstmals 1999 auf einer Konferenz am Institut d’Astrophysique de Paris in Frankreich vorgestellt. Die von David Merritt vorgeschlagene Form der Beziehung, die er Faber–Jackson–Gesetz für Schwarze Löcher nannte, war:
{\displaystyle {\frac {M}{10^{8}M_{\odot }}}\approx 3{,}1\left({\frac {\sigma }{200~\mathrm {km\,s} ^{-1}}}\right)^{4}.}
wobei {\displaystyle M_{\odot }} der Sonnenmasse entspricht. Im folgenden Jahr veröffentlichten zwei Forschergruppen diese Beziehung im Astrophysical Journal.
Eine von vielen neueren Studien, die auf der wachsenden Zahl veröffentlichter Schwarzer-Loch-Massen in nahen Galaxien basiert, ergibt:
{\displaystyle {\frac {M}{10^{8}M_{\odot }}}\approx 1{,}9\left({\frac {\sigma }{200~\mathrm {km\,s} ^{-1}}}\right)^{5{,}1}.}
Frühere Arbeiten zeigten eine Beziehung zwischen der Leuchtkraft einer Galaxie und der Masse des supermassereichen Schwarzen Lochs, welche heutzutage eine vergleichbare Streuung wie die M–σ-Beziehung besitzt. Die M–σ-Beziehung wird allgemein als eine Art mechanische Rückkopplung zwischen dem Wachstum des Schwarzen Lochs und dem Wachstum des Bulges verstanden, wobei die Quelle dieser Rückkopplung unklar ist.
Die Entdeckung der M–σ-Beziehung wurde von vielen Wissenschaftlern als Hinweis darauf gedeutet, dass supermassereiche Schwarze Löcher essentielle Bestandteile von Galaxien sind. Vor dieser Entdeckung lag das Hauptproblem bei der Aufdeckung der Existenz eines solchen Schwarzen Lochs in einer Galaxie, wohingegen der Fokus der Forschung seitdem auf die Rolle der supermassereichen Schwarzen Löcher als wichtiger Bestandteil einer Galaxie gelegt wird. Das führte dazu, dass die wichtigsten Anwendungsbereiche der Beziehung heutzutage die Abschätzung der Masse von Schwarzen Löchern in weit entfernten Galaxien, wo direkte Messungen nicht mehr möglich sind, sowie die Bestimmung des Gesamtbestands an Schwarzen Löchern im Universum sind.

## Ursprung der Beziehung
Die geringe Streuung in der M–σ-Beziehung und damit einhergehende hohe Präzision dieser weist auf einen starken, tatsächlichen physikalischen Zusammenhang hin. Es muss dementsprechend eine Art von Rückkopplungsprozess existieren, der die Beziehung zwischen der Masse des Schwarzen Lochs und der stellaren Geschwindigkeitsdispersion des Bulges aufrechterhält, da sonst Prozesse wie Galaxienverschmelzungen (Galaxie-Merger) oder Akkretion von Gas sie unabhängig voneinander verändern könnten, was die M–σ-Beziehung über die Zeit ungenauer werden und letztendlich zerbrechen ließe. Einen solchen möglichen Rückkopplungsmechanismus schlugen Joseph Silk und Martin Rees 1998 vor. In ihrem Modell entsteht das supermassereiche Schwarze Loch durch den Kollaps riesiger Gaswolken, noch bevor es zu Sternentstehung im Bulge kommen kann. Ein so entstandenes Schwarzes Loch würde dann beginnen, Masse zu akkretieren und dabei Strahlung zu emittieren. Dies erzeugt einen Wind, der rückwirkend auf den Akkretionsfluss einwirkt. Reicht die mechanische Energie aus, um das einfallende Gas aus dem Gravitationspotential zu lösen, so wird die Akkretion stoppen und das Schwarze Loch nicht weiter wachsen. Durch diesen Prozess ergibt sich eine feste Beziehung zwischen M und σ. Das Modell von Silk und Rees sagt eine Steigung der M–σ-Beziehung von α = 5 voraus, was in etwa dem beobachteten Wert entspricht. Die vorhergesagte Normierung der Beziehung ist jedoch um etwa einen Faktor Tausend zu niedrig, das bedeutet, der vorgeschlagene Rückkopplungseffekt träte deutlich zu früh ein, um die große Masse der tatsächlich beobachteten Schwarzen Löcher erklären zu können. Der Grund dafür liegt darin, dass bei der Entstehung eines supermassereichen Schwarzen Lochs weitaus mehr Energie freigesetzt wird, als notwendig wäre, um den stellaren Bulge vollständig aus dem Gravitationspotential zu lösen.
Einen erfolgreicheren Rückkopplungsmechanismus stellte Andrew King 2003 an der University of Leicester vor. Statt der wie von Silk und Rees genutzten Energieübertragung nutzt sein Modell Impulsübertragung, um den Rückkopplungsprozess zu erklären. Ein impulsgetriebener Fluss charakterisiert sich durch eine so kurze Abkühlzeit des Gases, dass fast die gesamte Energie des Flusses in Form von gerichteter Bewegung vorliegt. In einem solchen Fluss geht ein Großteil der Energie, die das Schwarze Loch freisetzt, durch Strahlung verloren, und nur ein paar Prozent stehen für eine mechanische Beeinflussung des Gases zur Verfügung. Kings Modell sagt eine Steigung für die M–σ-Beziehung von α = 4 voraus, wobei die Normierung exakt mit den Beobachtungen übereinstimmt. Die so entstehenden Schwarzen Löcher sind etwa um einen Faktor Tausend massereicher als die im von Silk und Rees vorgeschlagenen Modell.

## Bedeutung
Bevor die M–σ-Beziehung im Jahr 2000 entdeckt wurde, bestand eine große Diskrepanz zwischen den mit drei verschiedenen Methoden bestimmten Schwarzen-Loch-Massen.
Direkte, d. h. dynamische, Messungen auf Basis der Bewegung von Sternen oder Gas in der Nähe des Schwarzen Lochs ergaben typischerweise Massen, die im Mittel ungefähr 1 % der Bulge-Masse betrugen (die sogenannte Magorrian-Beziehung). Zwei andere Methoden – das Reverberation Mapping bei aktiven Galaxienkernen und das Sołtan-Argument ergaben jeweils einen mittleren Wert für M/Mbulge, der etwa um den Faktor 10 kleiner war als durch die Magorrian-Beziehung nahegelegt. Die M–σ-Beziehung löste diese Diskrepanz, indem sie zeigte, dass viele der vor dem Jahr 2000 veröffentlichten direkten Massenwerte für Schwarze Löcher erheblich fehlerhaft waren – vermutlich deshalb, weil die zugrunde liegenden Beobachtungsdaten nicht ausreichend waren, um die dynamische Einfluss-Sphäre des Schwarzen Lochs aufzulösen. Der mittlere Massenanteil des supermassenreichen Schwarzen Lochs an der Bulge-Masse in großen elliptischen oder früh-typischen Galaxien wird heute auf etwa 1 : 200 geschätzt – mit tendenziell noch kleineren Werten bei masseärmeren Galaxien.
Häufige Verwendung findet die M–σ-Beziehung bei der Abschätzung der Masse des supermassereichen Schwarzen Lochs in entfernten Galaxien, da σ vergleichsweise einfach messbar ist. Auf diese Weise konnte bereits in tausenden von Galaxien die Masse des Schwarzen Lochs bestimmt werden. Die M–σ-Beziehung kann weiterhin als Kalibrierung für sekundäre und tertiäre Massenabschätzungsmethoden herangezogen werden, die die Masse des Schwarzen Lochs mit der Stärke der Emissionslinien des heißen Gases oder der Geschwindigkeitsdispersion des Gases im Bulge in Verbindung setzen.
Die Präzision der M–σ-Beziehung lässt darauf schließen, dass jeder Bulge im Zentrum ein supermassereiches Schwarzes Loch beinhaltet. Trotz dessen gibt es nur relativ wenige Galaxien, für die ein Einfluss der Gravitation des Schwarzen Lochs auf die Bewegung der umliegenden Sterne und Gaswolken zweifelsfrei erkennbar ist. Ob das ein Rückschluss darauf ist, dass diese Galaxien kein solches zentrales Schwarzes Loch besitzen, ist bisher ungeklärt. Möglicherweise ist die Masse der Schwarzen Löcher signifikant niedriger als der von der M–σ-Beziehung vorhergesagte Wert, oder die Messdaten sind nicht ausreichend, um die Existenz des Schwarzen Lochs belegen zu können.
Die kleinsten supermassereichen Schwarzen Löcher mit präzise bestimmter Masse liegen bei {\displaystyle M_{\text{bh}}\approx 5\cdot 10^{5}M_{\odot }}. Die Existenz von mittelschweren Schwarzen Löchern ({\displaystyle 10^{2}M_{\odot }<M_{\text{bh}}<10^{5}M_{\odot }}) wird von der M–σ-Beziehung vorhergesagt und es gibt einige Galaxienkandidaten, in denen solche mittelschweren Schwarzen Löcher existieren könnten, aber die genauen Werte für die Massen dieser sind sehr unsicher. Es gibt ebenfalls keine klaren Beweise für die Existenz ultramassereicher Schwarzer Löcher mit {\displaystyle M_{\text{bh}}>10^{10}M_{\odot }}, das jedoch ist eine erwartbare Konsequenz aus dem beobachteten oberen Limit der stellaren Geschwindigkeitsdispersion σ.